# Groveriella
Groveriella är ett släkte av tvåvingar som beskrevs av Boris Mamaev 1978. Groveriella ingår i familjen gallmyggor.
Kladogram enligt Catalogue of Life och Dyntaxa:
| Groveriella | \| \| Groveriella baltica \| \| \| \| \| \| Groveriella carpathica \| \| \| \| |
|             | \| \| Groveriella baltica \| \| \| \| \| \| Groveriella carpathica \| \| \| \| |
|             | Groveriella baltica                                                            |
|             |                                                                                |
|             | Groveriella carpathica                                                         |
|             |                                                                                |